# Salve montserratina
La Salve Montserratina és una antífona dedicada a la Verge Maria en la qual s'intercala el cant gregorià dels monjos amb la polifonia de les veus blanques de l'Escolania de Montserrat.

## Context històric
Ens trobem en un dels moments més dolorosos que passà l'Escolania de Montserrat. Durant el terrorífic any 1811, el monestir va ser destruït a causa de la Guerra del Francès. Els escolans es van veure obligats a abandonar el Santuari fins vuit anys més tard que retornaren nous candidats.
L'agost de 1835, la tempesta descarregà l'exclaustració. El Pare Abat és empresonat, el monestir perd tots els seus béns i els escolans amb el seu mestre abandonen Montserrat, cada un s'emporta un instrument i un plec de partitures, que retornaran acabada la revolució. Des d'aquesta data fins als quinze anys següents el cant de l'Escolania va desaparèixer, es va trencar la tradició antiga.

## Origen
Encara que no puguem saber en quina data exacta els escolans començaren a cantar la Salve, sabem que començaren durant l'època primitiva de l'escola montserratina. Amb el temps, aquests càntics de vespres, van anar variant. Durant l'època antiga, no n'hi havia prou amb una salve cantada, per això els monjos, separats dels escolans en cantaven una amb versets d'orgue per alternar amb la salve gregoriana.
Aquest duel de salves, la dels monjos i la dels escolans va persistir sense que cap cedís pas a l'altra fins que fusionats en una, es comparteixen els versets de l'antífona mariana. Llavors la Salve passà a dir-se Salve Montserratina.

## Creació
Durant la persecució de 1835, sabem que a Montserrat, un trio format pel P. Jacint Boada amb el G. Capderrós i un escolà, continuaven donant culte al santuari, ocultament. El P. Boada i el germà cantaven el gregorià i l'escolà contestava. En aquestes circumstàncies es crea l'estructura de com és actualment. Els versets senars es canten amb la melodia gregoriana i els parells en polifonia, a càrrec de l'Escolania, aquests són alternats entre monjos i escolans.
Més tard quan el monestir retornà del desastre, una infinitat de compositors van compondre sobre els versets que cantaven els escolans, perquè el gregorià dels monjos és inalterable. Actualment, la Salve Montserratina és una pregària que es canta cada dia a Montserrat al final de les Vespres gairebé sense interrupció des de la seva creació. 
Hem de saber també, que a Montserrat a part de la Salve Montserratina de les Vespres, existeix la Salve Regina, l'Escolania cada dia a la una del migdia la canta, aquesta és tota polifònica i n'hi ha de centenars de compositors i mestres de totes les èpoques.

## Estructura
L'estructura de la Salve Montserratina es basa en el cant gregorià del monjos amb la polifonia de l'Escolania de Montserrat.
Salve, Regina, Mater misericordiae, - Monjos -
vita dulcedo, et spes nostra, salve. - Escolans -
Ad te clamamus, exsules filii Hevae, - Monjos -
ad te suspiramus, gementes et flentes, - Escolans -
in hac lacrimarum valle.
Eia, ergo, advocata nostra, - Monjos -
illos tuos misericordes oculos ad nos converte;
et Iesum, benedictum fructum ventris tui, - Escolans -
nobis post hoc exilium ostende.
O clemens, - Monjos -
O pia, - Escolans -
O dulcis Virgo Maria. - Monjos -